# Teatre Calderón (Rambla de Catalunya)
|  | Per a altres significats, vegeu «Teatre Calderón». |

El Teatre Calderón va ser un edifici ubicat a la Rambla de Catalunya, 26 de Barcelona, al xamfrà amb el carrer de la Diputació.

## Història i descripció
Ocupava el solar de la Casa Emili Juncadella, projectada per Enric Sagnier, i va ser inaugurat el 17 de febrer de 1945 (amb El alcalde de Zalamea de Pedro Calderón de la Barca, interpretat per Rafael Rivelles i Enric Borràs) i tancà les portes l'any 1967, quan un banc comprà l'edifici per construir-hi un hotel, essent enderrocat el mateix març. Al costat s'hi van instal·lar el Cinema Cristina (inaugurat el 22 de desembre del mateix any) i, des del 1957, el Teatre Candilejas.
El projecte de l'edifici era de Josep Rodríguez i Lloveras. La façana principal era la del xamfrà, amb planta baixa i un primer pis (equivalent a l'alçada de tres pisos d'habitatges), amb una galeria amb columnes i finestres i, sobre, un escut envoltat per la llegenda "Teatro Calderón". L'estil era d'un funcionalisme nu, però amb alguns elements clàssics com columnes, alguns frontons i balustrada rematant la façana.
En el seu moment, era un dels teatre amb major cabuda de la ciutat, amb 1.500 seients. Durant els anys d'activitat va alternar diversos gèneres, programant comèdies, melodrames, revistes, espectacles folklòrics, etc. S'hi van poder veure obres com: El gran Dios Brown (1949) d'Eugene O'Neill, El duque de Montal (1950), Óscar (1960) de Claude Magnier, Princesa de Barcelona (1960) de Cecília A. Màntua, El huevo (1963) de Félicien Marceau, El hombre, la bestia y la virtud (1963) de Luigi Pirandello… L'última obra representada va ser El casado, casa quiere d'Alfonso Paso. També s'hi va fer revista: en una d'elles debutà Concha Velasco.
Actualment, al solar hi ha l'Hotel Calderón, projectat pel mateix arquitecte que el teatre.